# IMC Financial Markets
IMC Financial Markets is samen met Optiver en Flow Traders een van de drie grote beurshandelshuizen van Nederland met een specialisatie in optiehandel. IMC werd opgericht in 1989 door Rob Defares en René Schelvis. In 2007 verliet Schelvis IMC. In 2008 is Wiet Pot aangetreden als bestuurder en aandeelhouder. Pot was bestuurder tot 2017.
Het bedrijf is eigenaar geweest van Bank Oyens & Van Eeghen en IEX.nl, alsmede van de Designated Market Maker-activiteiten van Goldman Sachs op de beursvloer in New York.
IMC heeft kantoren in onder meer Amsterdam, New York, Chicago, Sydney en Hong Kong. 
IMC is naamgever van IMC Weekendschool die aanvullend onderwijs geeft op zondag aan kinderen, van 10 tot 15 jaar, uit sociaal-economisch achtergestelde wijken.